# Villers-Bretonneux
 Villers-Bretonneux  es una población y comuna francesa, en la región de Picardía, departamento de Somme, en el distrito de Amiens y cantón de Corbie.

## Demografía
| 3342 | 3474 | 3473 | 3347 | 3686 | 3952 |
| Para los censos de 1962 a 1999 la población legal corresponde a la población sin duplicidades (Fuente: INSEE [Consultar]) |      |      |      |      |      |